# Estela de Naram-Sin
La estela de Naram-Sin o estela de la victoria se construyó en Sippar, aproximadamente, entre los años 2254 y 2218 a. C., para conmemorar la victoria del rey Naram-Sin, nieto de Sargón I de Acad, sobre la tribu de los lullubi de los montes Zagros.
En ella se ve un paisaje montañoso, con árboles, donde se desarrolla una escena en la que prevalece la figura del rey Naram-Sin, de mayor tamaño que sus súbditos y enemigos y coronado con un casco con dos cuernos, propio de los dioses. El rey vencedor aplasta con el  pie  a los cadáveres de sus enemigos, mientras mata a otros dos y algunos caen despeñados. Los soldados acadios desde un nivel inferior, alzan la cabeza como signo de admiración y respeto por su soberano.
La estela fue encontrada en Susa. Está hecha de arenisca rosada y sus dimensiones son 1,05×2 m. Actualmente se encuentra en el Museo del Louvre de París.
En este grabado se observa una estilización de las figuras humanas con respecto a las representadas en la estela de los buitres.
Un bajorrelieve similar en el que también aparecía Naram-Sin fue encontrado en mesopotamia, a pocos kilómetros al nordeste de Diyarbakır.